# Епархия Трухильо (Венесуэла)
Епархия Трухильо (лат. Dioecesis Truxillensis in Venetiola) — епархия Римско-католической церкви с центром в городе Трухильо, Венесуэла. Епархия Трухильо входит в митрополию Мериды. Кафедральным собором епархии Трухильо является церковь Пресвятой Девы Марии.

## История
4 июня 1957 года Папа Римский Пий XII издал буллу «In maximis officii», которой учредил епархию Трухильо, выделив её из архиепархии Мериды.

## Ординарии епархии
- епископ Артуро Игнасио Камарго (2.09.1957 — 13.12.1961);
- епископ Хосе Леон Рохас Чапарро (13.12.1961 — 11.06.1982);
- епископ Висенте Рамон Эрнандес Пенья (11.06.1982 — 3.04.2012);
- епископ Кастор Освальдо Асуахе Перес, O.C.D.[1] (с 3 апреля 2012 года).